# 우영미
우영미는 대한민국의 디자이너 브랜드 의류 기업이다. 2002년 한국의 의류 디자이너인 우영미가 설립하였다.

## 상세
1988년, 우영미와 그녀의 동생 우장희는 솔리드 코퍼레이션을 창립한다. 솔리드 코퍼레이션의 자회사 중 하나가 바로 솔리드 옴므이며, 남성복을 주로 제작 및 판매하였다. 이후 2002년에 우영미는 자신의 이름을 딴 브랜드를 설립하였으며, 첫 매장을 프랑스 파리에서 열었다. 이후 프랑스 현지에서 인지도를 얻게 되면서 주요 기성 남성복 브랜드 중 하나로 자리 잡게 된다. 한국 이외에도 미국과 영국 등 외국에서 지점을 운영하고 있다. 현재 우영미의 딸인 케이티 정 또한 크리에이티브 디렉터로 근무하고 있다.

## 제품
주로 기성 남성복 및 여성복을 판매하며, 액세사리를 판매한다.